# 竹村健
竹村 健（たけむら やすし、1965年12月19日 - ）は、日本の政治家。滋賀県栗東市長（1期）。元滋賀県議会議員（3期）。

## 来歴
滋賀県栗東町（現・栗東市）出身。滋賀県立栗東高等学校卒業後、家業のガソリンスタンドで働く傍ら、23歳の時から青年会議所に名を連ねまちづくり活動などに携わった。2014年7月、滋賀県議会議員補欠選挙に立候補し当選。2015年、2019年に再選し県議を3期務めた。
2022年10月31日投開票の栗東市長選挙に立候補し、自由民主党と公明党の推薦を受けた竹村が新人で前市議の上石田昌子を1,431票差で制し初当選した。同年11月18日に就任。